# Diputación Foral de Álava

Bandera de Álava.

La Diputación Foral de Álava (en euskera: Arabako Foru Aldundia) es el órgano de gobierno del territorio histórico y provincia de Álava de la comunidad autónoma del País Vasco en  España. 
Además de las competencias ordinarias que ejercen las diputaciones provinciales de las restantes provincias de España, la Diputación Foral de Álava ejerce competencias específicas de Diputación Foral derivadas de la naturaleza de Álava como territorio histórico del País Vasco en España, en virtud de su Estatuto de Autonomía, por ejemplo tiene importantes competencias tributarias, en urbanismo y en asuntos sociales.

## Diputado general
Al frente de la Diputación Foral está el gobierno foral de Álava, formado por el consejo de diputados y el presidente de estos, conocido como diputado general (en euskera, Diputatu Nagusia o Ahaldun Nagusia), que es elegido por las Juntas Generales de Álava, el parlamento provincial.

### Diputados generales de Álava desde la Transición

Escudo del Diputado General de Álava

| I (1979) | 1 |      | Emilio Guevara Saleta             | 1979 | 1983 |
| II (1983) | 2 |      | Juan María Ollora Otxoa de Aspuru | 1983 | 1987 |
| III (1987) | 3 |      | Fernando Buesa Blanco             | 1987 | 1991 |
| IV (1991) | 4 |      | Alberto Ansola Maiztegi           | 1991 | 1995 |
| V (1995) | 5 |      | Félix Ormazabal Askasibar         | 1995 | 1999 |
| VI (1999) | 6 |      | Ramón Rabanera Rivacoba           | 1999 | 2003 |
| VII (2003) | 6 | 2003 | Ramón Rabanera Rivacoba           | 2007 |      |
| VIII (2007) | 7 |      | Xabier Agirre López               | 2007 | 2011 |
| IX (2011) | 8 |      | Javier de Andrés Guerra           | 2011 | 2015 |
| X (2015) | 9 |      | Ramiro González Vicente           | 2015 | 2019 |
| XI (2019) | 9 | 2019 | Ramiro González Vicente           | 2023 |      |
| XII (2023) | 9 | 2023 | Ramiro González Vicente           |      |      |
| Partidos políticos: • Partido Nacionalista Vasco • Partido Popular del País Vasco • Partido Socialista de Euskadi-Euskadiko Ezkerra |   |      |                                   |      |      |

### Elección e investidura del Diputado General de Álava
Constituidas las Juntas Generales de Álava, y en un plazo máximo de 30 días, se convoca un Pleno cuyo único punto en el orden del día es el de la designación del Diputado General. Con una antelación mínima de 72 horas, los Grupos representados que lo deseen deben proponer a la Mesa de las Juntas sus candidatos.
El día de la sesión, uno de los secretarios lee los nombres de los candidatos propuestos, que deben exponer su programa de gobierno ante las Juntas Generales. Después, intervienen en turnos de réplica los representantes de los Grupos Junteros. Una vez finalizadas las intervenciones, se suspende la sesión hasta la hora de la votación. El reglamento establece que será investido Diputado General aquel candidato que en primera votación consiga la mayoría absoluta de los votos, o la mayoría simple si se produjera una segunda votación. A continuación, se procede a la jura o promesa del Diputado General electo, que hace su entrada en el salón de plenos flanqueado por dos miembros del cuerpo de miñones, la policía alavesa, y dos maceros a su espalda. Ante el presidente de las Juntas Generales, pronuncia las siguientes palabras en castellano y euskera:

Juro / Prometo defender los Fueros, buenos usos y costumbres de Álava, 
signo de autogobierno y libertad, en aumento de la Justicia.
Zin egiten / Hitz ematen dut Arabako Foruak, ohitura eta usadio onak gordeko ditudala, 
autogobernu eta askatasunaren seinale baitira, justizia handitzeko.

Tras la jura, el presidente de las Juntas Generales le hace entrega de los atributos de su cargo, uno de los miembros de los miñones le manifiesta la lealtad del cuerpo y la de la ciudadanía alavesa, y se levanta la sesión con la interpretación de la tradicional canción vasca Agur jaunak por parte de los txistularis de la Diputación Foral.